# 詹姆斯·厄爾巴尼亞克
詹姆斯·克里斯蒂安·厄爾巴尼亞克（James Christian Urbaniak，1963年9月17日—）是一位美国性格演员。 他曾在哈尔·哈特利执导的三部电影中饰演西蒙·格林（Simon Grim），这三部电影分别是《亨利·傻瓜》（1997）、《费·格林》（2006）和《内德·莱弗尔》（2014）。此外，他还在电影《美国的辉煌》（2003）中扮演罗伯特·克朗姆。